# 朱宙栐
唐順王朱宙栐（1538年10月7日—1565年1月20日），唐敬王朱宇溫與丁氏之子。

## 生平
生于嘉靖十七年戊戌（1538年）九月十五日未時。他在嘉靖二十七年戊申二月初九日被冊封為唐世子，四十一年（1562年）壬戌正月初八日襲封唐王。兩年後的嘉靖四十三年（1564年）十二月十九日去世，享年二十七歲，諡號唐順王，他的兒子朱碩熿繼承為唐王。隆武元年（1645年），他的曾孫朱聿鍵稱帝後，追諡他為順皇帝。

## 家庭

### 王妃
- 順皇后周氏[4]，隆武元年（1645年）追尊[3]。
- 繼妃夏氏
- 妾侍魏氏（1534年11月10日—1614年1月29日）[5]，唐端王朱碩熿生母，萬曆元年（1573年）封為唐順王繼妃。
- 妾侍徐氏，生一女。

### 子
- 庶長子：唐端王朱碩熿